# Joseph Rheden
| Odkryte planetoidy: 3 | Odkryte planetoidy: 3 |
| --------------------- | --------------------- |
| (744) Aguntina        | 29 lutego 1913        |
| (771) Libera          | 21 listopada 1913     |
| (844) Leontina        | 1 października 1916   |

Joseph Rheden (ur. 5 kwietnia 1873 w Amlach, zm. 6 sierpnia 1946 w Lienzu) – austriacki astronom, odkrył 3 planetoidy.

## Życie i działalność
W latach 1897–1901 studiował astronomię, matematykę i fizykę na Uniwersytecie Wiedeńskim. Już w roku 1901 Rheden został asystentem w Obserwatorium Uniwersytetu Wiedeńskiego, a w 1906 został tam adiunktem. Współpracował ze słynnym austriackim astronomem i odkrywcą planetoid, Johannem Palisą; ożenił się z jego córką, Hedwig. Po przejściu na emeryturę w roku 1935 nadal korzystał z obserwatorium.
Rheden zajmował się głównie astrofotografią, którą wykorzystywał do wyznaczania orbit planetoid i komet, kontynuując w ten sposób pracę swojego teścia. Wiele z pozostawionych przez niego płyt fotograficznych zostało wykorzystanych do wyznaczenia orbit ciał niebieskich dopiero w latach 60. XX w. po pojawieniu się precyzyjnych metod pomiarowych.
Zajmował się także synchronizacją czasu przez radio.
Nazwa planetoidy (710) Gertrud upamiętnia Gertrud Rheden, córkę astronoma. 